# Reto Ziegler
Reto Pirmin Ziegler, švicarski nogometaš, * 16. januar 1986, Ženeva, Švica.
Ziegler igra na levem boku in je član francoskega kluba Sion. Med letoma 2005 in 2014 je bil član švicarske reprezentance, s katero je sodeloval na Svetovnem prvenstvu 2010.

## Klubska kariera

### Začetki
Ziegler je svojo nogometno pot pričel pri sedmih letih. Potem ko je bil del mladinskih pogonov pri klubih FC Gland, Servette FC in US Terre Sainte. Leta 2000 je prestopil v enega največjih švicarskih klubov, Grasshopper Club Zürich. V članski postavi Grasshopperja je debitiral leta 2002, po dveh letih piljenja v njihovi nogometni šoli. V Zürichu je ostal dve sezoni in v tem času zbral 41 nastopov.
Poleti 2004 je podpisal z angleškim moštvom Tottenham Hotspur. Pogodba je prvotno določala, da naj bi sodelovanje s Tottenhamom uradno pričel 1. januarja 2005, ob izteku pogodbe z Grasshopperjem. Kluba sta se tej zanki na pobudo Tottenhamomvega športnega direktorja Franka Arnesena uspešno izognila in dosegla takojšen prestop. Ziegler se je Tottenhamovi ekipi pridružil avgusta tisto leto.

### Tottenham
Čeprav je imel ob prestopu rosnih 18 let, se je v ekipi hitro uveljavil in postal pomemben član pod okriljem francoskega trenerja Jacquesa Santinija in po njegovem odhodu še nizozemskega trenerja Martina Jola. Večinoma je igral na položaju levega vezista, a nekajkrat tudi na položaju levega centralnega branilca. Svoje igralno mesto je pogosto menjal s Kameruncem Timothéejem Atoubo, še enega raznovrstnega igralca, ki je tedaj branil barve Londončanov.
V prvi sezoni je v vseh tekmovanjih zbral 31 nastopov za ostroge, od tega 23 v Premier ligi. Na igrišču je kazal obetavne igre in hitro našel svoje mesto pri navijačih zavoljo odličnih podaj in napadalne igre na levem boku. Med njegove vrhunce sezone sodi domači poraz proti Arsenalu, ko je proti koncu tekme prispeval prefinjeno podajo Frédéricu Kanoutéju za znižanje na 4–5, in novoletna tekma proti Evertonu, ko je ob zmagi 5–2 dosegel svoj prvi profesionalni zadetek.  Ob koncu sezone je po izboru mladih navijačev prejel posebno priznanje »JSM Young Player Of The Year« za najboljšega Tottenhamovega mladega igralca sezone.
Poleti 2005 so ga v vodstvu kluba poslali na posojo v nemški Hamburger SV. Za klub iz drugega največjega nemškega mesta je nastopil na 11 ligaških tekmah in 3 tekmah v UEFA pokalu. Vseeno se v Hamburgu ni znašel, saj ga je trener Thomas Doll pogosto kritiziral zaradi nekorektnega odnosa, tako da je redko igral po več kot nekaj minut na tekmo. Januarja 2006 so ga pri Tottenhamu poklicali nazaj k sebi, a ga hitro poslali na novo posojo, tokrat k svojim rivalom iz Londona, klubu Wigan Athletic. Za Wigan je igral do konca sezone 2005/06 in v tem času petkrat začel tekmo od prvega sodnikovega žvižga ter še petkrat na zelenico prišel kot rezervist. V belomodrem dresu je kazal dobre predstave, a brez pravega presežka. Za Wigan je zaigral tudi na finalu Ligaškega pokala 2006 proti Manchester Uniteda, ki so ga rdeči vragi dobili s 4–0.
Za sezono 2006/07 se je Ziegler vrnil k Tottenhamu in zaigral na štirih tekmah, med drugim je začel tekmi v Carling pokalu in UEFA pokalu. 31. januarja 2007 ga je vodstvo kluba do konca sezone posodilo italijanskemu prvoligašu Sampdorii.

### Sampdoria
V dresu genovskega moštva je debitiral 18. februarja 2007 proti Parmi.  21. aprila 2007 je v svojem desetem nastopu v Serie A dosegel svoj prvi zadetek, na tekmi proti Messini. Maja 2007 so se pri Tottenhamu okrepili z mladim valižanskim levim branilcem Garethom Balom. Vedoč da v Londonu ne bi več dobival priložnosti, je Ziegler na svojo željo 3. julija 2007 s Sampdorio podpisal redno pogodbo.  V svoji prvi polni sezoni v Genovi si ni zagotovil mesta v začetni enajsterici in je na večini tekem na igrišče vstopil kot menjava.
V prvi polovici sezone 2009/10 je nato končno postal standardni član začetne enajsterice. Med zimskim prestopnim rokom so ga nato povezovali z Juventusom. Govorice o prestopu v staro damo je zatrl kar Ziegler sam, saj je želel še naprej redno nastopati za Sampdorio, v želji pridobiti si mesto v švicarski reprezentanci za Svetovno prvenstvo 2010. 
Njegova pogodba s Sampdorio naj bi potekla 30. junija 2011, zaradi česar so ga v zimskem prestopnem roku povezovali z A.C. Milanom. Do prestopa le ni prišlo, tako da je vodstvo kluba v denarni stiski izpustila svoj udarni napadalni dvojec Pazzini-Cassano v Inter oz. A.C. Milan. Ekipa se po njunem odhodu ni več znašla in je v drugi polovici sezone zbrala le 10 točk. S 36 točkami je Sampdoria zasedla 18. mesto na lestvici in izpadla v drugo italijansko nogometno ligo, Serie B.

### Juventus
26. maja 2011 je Ziegler kot prost igralec zapustil Sampdorio in se pridružil Juventusu, s katerim je sklenil štiriletno pogodbo.  Dan pred tem je prestal še obvezni medicinski pregled.

## Reprezentančna kariera
Zieglerja so leta 2004 prvič vpoklicali v švicarsko reprezentanco do 21 let. Ob krstnem nastopu v članski reprezentanci je 26. maja 2005 na stadionu Stade de France svoji reprezentanci pomagal do remija 0–0 in pomembne točke v sklopu kvalifikacij za Svetovno prvenstvo 2006. 19. novembra 2008 je dosegel svoj prvi zadetek v reprezentančnem dresu, ko je sredi St. Gallena zabil odločilni zadetek na prijateljski tekmi proti Finski. Z dobrimi igrami si je prislužil mesto v švicarski odpravi na Svetovno prvenstvo 2010. Na jugu Afrike je na vseh treh švicarskih tekmah v skupini H odigral po celih 90 minut. Na prvi tekmi se je veselil senzacionalne zmage nad kasnejšimi svetovnimi prvaki Španci, ki pa je s soigralci ni uspel nadgraditi. Po porazu proti Čilu z 0–1 je morala Švica svojo usodo reševati proti Hondurasu, kar ji ni uspelo. Po neodločenem izidu 0–0 je skupaj vknjižila 4 točke in kot tretja v svoji skupini izpadla iz tekmovanja.

### Reprezentančni zadetki
| # | Datum             | Prizorišče        | Nasprotnik | Zadel za | Končni izid | Tekmovanje         |
| - | ----------------- | ----------------- | ---------- | -------- | ----------- | ------------------ |
| 1 | 19. november 2008 | St. Gallen, Švica | Finska     | 1 – 0    | 1 – 0       | prijateljska tekma |

## Zasebno življenje
Z nogometom se ukvarja tudi njegov brat Ronald Ziegler, ki je trenutno član švicarskega tretjeligaša ES FC Malley.